# (873) Мечтилд
(873) Мечтилд (нем. Mechthild) — астероид во внешней части главного пояса астероидов, принадлежащий к спектральному классу P. Астероид был открыт 21 мая 1917 года немецким астрономом Максом Вольфом в Гейдельбергской обсерватории.
На 2020 год Мечтилд является одним из немногочисленных астероидов, для которых не обнаружено указаний в честь кого ему дано официальное наименование.

## Физические характеристики
На основании исследований, проведённых инфракрасными спутниками IRAS, Akari и WISE, диаметр варьируется между 29,04 и 34,471 км, а отражающая способность между 0,04 и 0,053.
Спектральные наблюдения астероида дали ровный красноватый спектр без чётких линий поглощения с B-V = 0,684 U-B=0,319. По классификации Толена астероид причисляют к классу PC, что соответствует достаточно редкому классу P с признаками класса С.
На основании кривых блеска определён период вращения астероида 11 ч. При этом изменения блеска равнялось 0,27 звёздной величины, что указывает на несферическую вытянутую форму астероида. В 2016 году смоделирована форма астероида и определено вращение астероида по двум осям в точках (249,0°, −52,0°) и (51,0°, −61,0°) в эклиптических координатах (λ, β) получен альтернативный период 11,7245 часа.